# Giovanni Jaconelli

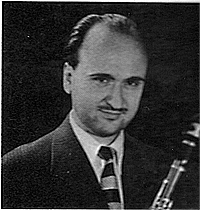

Giovanni Antonio Jaconelli, född 14 februari 1921 i Göteborg, död 25 december 2007 i Vantörs församling i Stockholm, var en svensk klarinettist.
Giovanni var av italienskt påbrå. Som tioåring flyttade Jaconelli till Söder i Stockholm där han kom i kontakt med skolorkestern på Katarina södra folkskola och fick börja spela klarinett, trots en motspänstig musikdirektör på skolan som ansåg att han skulle spela flöjt. Efter att Jaconelli meddelat att Jag är deciderad att spela klarinett fick han sin vilja igenom.
Tillsammans med sin far, som spelade gitarr, gick Jaconelli runt på gårdar och spelade innan han fick kontrakt med Nöjesfältet på Djurgården. Han var anställd i Sveriges Radios underhållningsorkester och förekom flitigt i radio och även i TV, mest känd från Café Sundsvall med Gunnar Arvidsson och från Vitabergsparken med Carl Anton (Carl Anton i Vita Bergen). Han har även turnerat i Sverige, liksom i USA, där han spelade i symfoniorkestrar.
Giovanni Jaconelli är begravd på Katolska kyrkogården i Stockholm.